# Tchernychevsk
Tchernychevsk (en russe : Чернышевск) est une commune urbaine du kraï de Transbaïkalie, en Russie. Sa population s'élevait à 13 359 habitants en 2010.

## Géographie
Tchernychevsk est située au sud-est de la Sibérie. Elle est arrosée par la rivière Aleour, un affluent de la Kouenga, dans le bassin de l'Amour. Tchernychevsk se trouve à 67 km au nord-est de Nertchinsk, à 248 km à l'est de Tchita, la capitale régionale, et à 4 900 km à l'est de Moscou.

## Histoire
À l'origine, le lieu existait sous les noms d'Aleurskaya Zaimka puis Popovskaïa.
En 1908, le chemin de fer arrive sur la rive opposée de l'Amour. Le village s'est en partie construit grâce à la présence d'ouvriers lors de la construction de la voie ferrée. La localité acquiert le statut de commune urbaine et de centre administratif de raïon en 1938.
Le développement de Tchernychevsk s'est accéléré grâce à la construction du nouveau tronçon, le Trans-Baïkal, entre 1933 et 1940.

## Population
Recensements (*) ou estimations de la population  :
| 1863 | 1916 | 1959*  | 1970*  |
| ---- | ---- | ------ | ------ |
| 70   | 300  | 11 412 | 13 073 |

| 1979*  | 1989*  | 2002*  | 2010*  |
| ------ | ------ | ------ | ------ |
| 15 464 | 16 204 | 13 031 | 13 359 |

## Services
Il y a 4 écoles secondaires, une école de musique, une école de sport, une école technique, maison des enfants, et 4 jardins d'enfants.
Il existe également un musée, une salle de sport, trois bibliothèques et deux hôpitaux.
L'hebdomadaire régional Notre Temps y a ses bureaux de rédaction.

## Transports
Tchernychevsk est desservie par le chemin de fer Transsibérien et se trouve à 6 587 km de Moscou et à 2 701 km de Vladivostok.